# John Levén
John Gunnar Levén (Stoccolma, 25 ottobre 1963) è un bassista svedese, terzo membro fondatore degli Europe.

## Biografia
Quando aveva 7 anni, lui e la sua famiglia si spostarono a Upplands Väsby, dove vari membri degli Europe si formarono. Entrò nella band nel 1981, sostituendo Peter Olsson. Fu proprio Levén a suggerire, nel 1985, al cantante Joey Tempest di scrivere una canzone basata su un riff di tastiera fatto alla vecchia maniera; il risultato, un anno dopo, fu The Final Countdown, la hit che portò la band al successo mondiale.
Dopo che gli Europe si sciolsero nel 1992, Levén registrò album e partecipò a svariati tour con artisti quali Brazen Abbot, Clockwise, Last Autumn's Dream, Southpaw.
Nel 2004 prende parte alla reunion della sua band storica. Da allora con gli Europe ha inciso altri 4 album e si è imbarcato in diversi tour molto apprezzati dal pubblico.

## Discografia

### Europe
- 1983 - Europe
- 1984 - Wings of Tomorrow
- 1986 - The Final Countdown
- 1988 - Out of This World
- 1991 - Prisoners in Paradise
- 2004 - Start from the Dark
- 2006 - Secret Society
- 2009 - Last look at Eden
- 2012 - Bag of Bones
- 2015 - War of Kings
- 2017 - Walk the Earth

### Glenn Hughes
- 1994 - From Now On...
- 1994 - Burning Japan Live

### Thin Lizzy Tribute
- 1995 - The Lizzy Songs

### Johansson Brothers
- 1996 - Sonic Winter

### Brazen Abbot
- 1997 - Eye of the Storm
- 1998 - Bad Religion
- 2003 - Guilty as Sin

### Clockwise
- 1997 - Nostalgia
- 1998 - Naïve

### Southpaw
- 1998 - Southpaw

### Thore Skogman
- 1998 - Än Är Det Drag

### Nikolo Kocev
- 2001 - Nikolo Kotzev's Nostradamus

### Last Autumn's Dream
- 2003 - Last Autumn's Dream